# Sikora karolińska
Sikora karolińska (Poecile carolinensis) – gatunek małego ptaka z rodziny sikor (Paridae). Występuje tylko w Stanach Zjednoczonych. Nie jest zagrożony.

## Systematyka
Gatunek ten po raz pierwszy opisał w 1834 roku John James Audubon, nadając mu nazwę Parus carolinensis. Jako miejsce typowe wskazał Charleston w Karolinie Południowej.
Do niedawna często nadal umieszczany był w rodzaju Parus z większością innych sikor, ale badania sekwencji mitochondrialnego DNA cytochromu b i morfologia ptaka sugerują, że rodzaj Poecile dokładniej oddaje relacje obecne w rodzinie sikor. Wyróżniono cztery podgatunki P. carolinensis:
- P. carolinensis atricapilloides – Kansas, Oklahoma i Teksas (południowo-środkowe USA).
- P. carolinensis agilis – Arkansas, Luizjana i wschodni Teksas (południowo-środkowe USA).
- P. carolinensis carolinensis – południowo-wschodnie USA.
- P. carolinensis extimus – wschodnio-środkowe USA.

## Charakterystyka

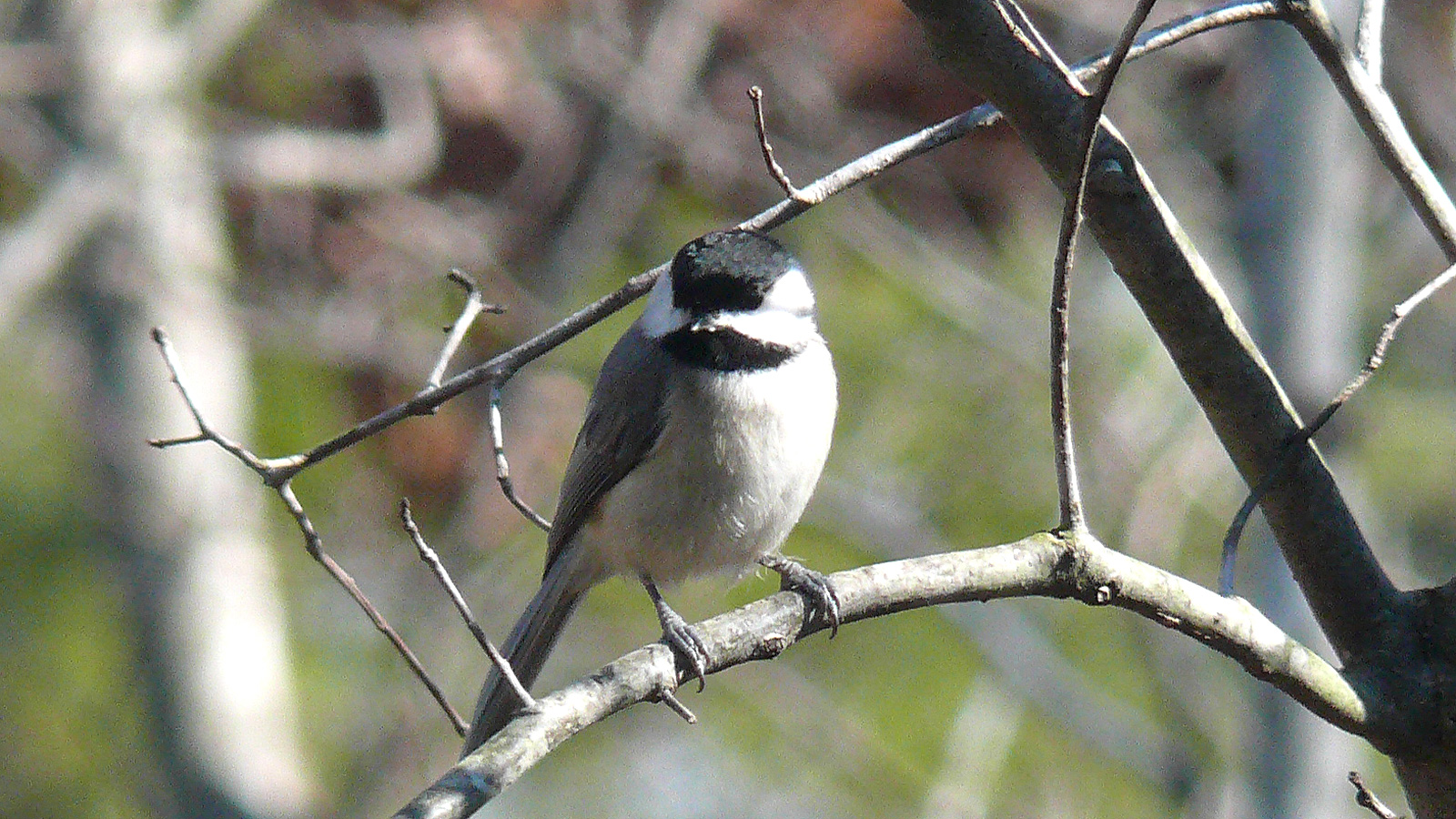
Sikora karolińska siedząca na gałęzi

### Morfologia
Ptaki dorosłe mają 11,5–13 cm długości oraz masę ciała wahającą się w granicach 9–12 g. Posiadają czarną czapeczkę i śliniaczek z białymi bokami sięgającymi dzioba. Dolne części ciała są białe z rdzawobrązowymi piórami po bokach. Grzbiet jest ubarwiony na szaro. Ich dzioby są czarne i krótkie, skrzydła niewielkie, a ogon średniej długości.

### Rozróżnianie
Są bardzo podobne do sikory jasnoskrzydłej, od której można je rozróżnić po nieznacznie bardziej brązowych skrzydłach z większymi brązowymi piórkami (brak białawej otoczki). Biała obwódka na lotkach drugorzędowych jest trochę mniej widoczna. Ogon jest również nieco krótszy i bardziej kwadratowo zakończony.
Różnice w odgłosach i melodiach tych sikor może rozróżnić jedynie doświadczony obserwator: sikora karolińska wydaje szybciej „czik-a-dii” (od tego najpowszechniejszego zawołania wzięła się angielska nazwa sikor) i ma ono wyższy ton niż w przypadku sikory jasnoskrzydłej. Sikora karolińska w swej pieśni wydaje 4 tony „fii- bii- fii – bej”, podczas gdy sikora jasnoskrzydła nie wykonuje wyższych tonów. Nawet gdy dobrze widać ptaki, rozróżnienie obu gatunków w terenie jest jednak trudne.

### Torpor
Sikora karolińska potrafi obniżać temperaturę swojego ciała, aby w ten sposób wywołać kontrolowany stan hipotermii zwany torporem. W ten sposób oszczędza energię w czasie bardzo ostrych zim. Gdy panuje duży mróz, szuka szczelin i dziupli w drzewach, gdzie może się ukryć i spędzić w takim stanie termicznym do 15 godzin. Choć nadal czuwa, nie odpowiada wtedy na bodźce. Nie powinno się ruszać takiego osobnika lub brać go w ręce. Stres jakiego wtedy dozna, może nawet spowodować jego śmierć.

## Środowisko życia
Środowiska, w których sikory rozmnażają się, są zróżnicowane – to lasy liściaste Stanów Zjednoczonych od New Jersey na wschodzie do południowego Kansas na zachodzie i na południu do Florydy i Teksasu. W areale występowania sikory karolińskiej występuje luka. Dotyczy ona wyższych wysokości nad poziomem morza w Appalachach, które zasiedlają inne spokrewnione gatunki przystosowane do surowszych warunków – sikorę jasnoskrzydłą.
To ptak trwale osiadły – nie przemieszcza się na południe nawet w trakcie surowych warunków atmosferycznych.

## Okres lęgowy

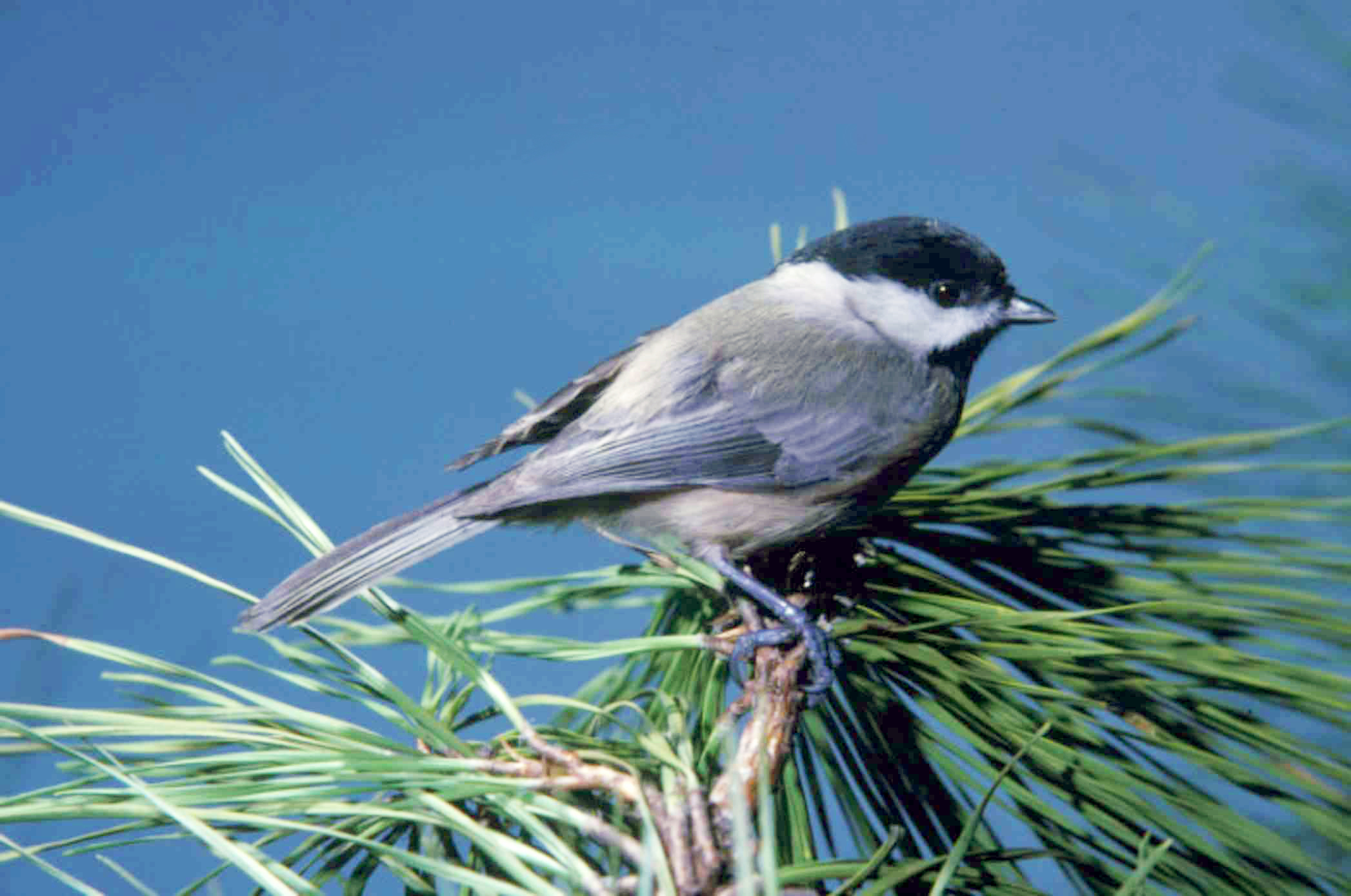
Latem sikora karolińska zjada najchętniej owady, a zimą nasiona i jagody

Sikory karolińskie są tak podobne do sikor jasnoskrzydłych, że same czasem mają problemy z rozróżnieniem swojego gatunku. Powoduje to powstanie mieszańców (hybryd). Najbardziej oczywista różnica tkwi w ich melodii – wykonanie sikory karolińskiej ma 4 sylaby, a mieszańców 3.
Sikory karolińskie gnieżdżą się w dziupli w drzewie. Para zakłada gniazdo w naturalnych szczelinach w pniu lub czasem w opuszczonych dziuplach dzięciołów. Gatunek ten może krzyżować się z sikorami jasnoskrzydłymi na obszarach, gdzie oba te ptaki występują. To jeszcze bardziej utrudnia identyfikację gatunku.

## Pożywienie
Podskokami przemieszcza się po gałęziach drzew w poszukiwaniu pożywienia, czasem zwisa głową w dół lub unosi się w powietrzu, aby dotrzeć do upatrzonego miejsca. Może dolatywać w powietrzu za owadami. Te stanowią ważną część jego diety, zwłaszcza latem. Nasiona i jagody stają się istotne zimą. Czasem uderza dziobem o nasiona wbite w pień drzewa lub krzewu, aby je otworzyć. Zdarza się jej gromadzić zapasy na później.
W trakcie jesiennych i zimowych migracji sikory karolińskie często tworzą stada wspólnie z wieloma innymi gatunkami ptaków, w tym z pozostałymi sikorami, kowalikami i ptakami śpiewającymi Nowego Świata. Razem szukają pokarmu. Mieszane stada trzymają się razem, ponieważ sikory okrzykami oznajmiają źródła zasobne w jedzenie. Ten element spajający grupę pozwala innym gatunkom wydajniej znajdować pożywienie.

## Status zagrożenia
W Czerwonej księdze gatunków zagrożonych Międzynarodowej Unii Ochrony Przyrody sikora karolińska została zaliczona do kategorii LC (gatunek najmniejszej troski). W 2020 roku organizacja Partners in Flight szacowała liczebność populacji lęgowej na 13 milionów osobników. Trend liczebności populacji oceniany jest jako stabilny.